# سميث
سميث (بالإنجليزية: Smith)‏ هي بلدة صغيرة في ولاية نيفادا في الولايات المتحدة الأمريكية. وقد سميت على عائلة استقرت هناك عام 1859. .